# Lasioglossum lippani
Lasioglossum lippani là một loài Hymenoptera trong họ Halictidae. Loài này được Cameron mô tả khoa học năm 1905.